# برسچلو
برسچلو (به ایتالیایی: Brescello) یک کومونه در ایتالیا است که در استان رجو امیلیا واقع شده‌است.

## خصوصیات
برسچلو ۲۴٫۵ کیلومترمربع مساحت و ۵٬۲۲۸ نفر جمعیت دارد و ۲۴ متر بالاتر از سطح دریا واقع شده‌است.